# Polska Formuła 3 Sezon 1968
1968 – piąty sezon Polskiej Formuły 3.

## Zwycięzcy
| Runda | Data      | Tor      | Pole position | Najszybsze okrążenie | Zwycięzca (kierowcy) | Zwycięzca (zespoły)      |
| ----- | --------- | -------- | ------------- | -------------------- | -------------------- | ------------------------ |
| 1     | 2 czerwca | Szczecin | Heinz Melkus  | ?                    | Miroslav Fousek      | AZNP Mláda Boleslav      |
| 2     | 7 lipca   | Puławy   | ?             | ?                    | Longin Bielak        | Automobilklub Warszawski |

## Klasyfikacja kierowców
| Legenda oznaczeń w tabelach wyników Wyświetl szablon na nowej stronie | Legenda oznaczeń w tabelach wyników Wyświetl szablon na nowej stronie                                                                     |
| Oznaczenie                                                            | Wyjaśnienie |
| --------------------------------------------------------------------- | --- |
| Złoty                                                                 | Zwycięzca lub mistrzostwo |
| Srebrny                                                               | 2. miejsce lub wicemistrzostwo |
| Brązowy                                                               | 3. miejsce lub II wicemistrzostwo |
| Zielony                                                               | Ukończył, punktował (w klasyfikacji generalnej, gdy zdobył co najmniej jeden punkt na przestrzeni sezonu, poza trzema powyższymi opcjami) |
| Niebieski                                                             | Ukończył, nie punktował (w klasyfikacji generalnej, gdy nie zdobył co najmniej jednego punktu na przestrzeni sezonu)                      |
| Czerwony                                                              | Nie zakwalifikował się (NZ) |
| Czerwony                                                              | Nie prekwalifikował się (NPK) |
| Różowy                                                                | Nie ukończył (NU) |
| Różowy                                                                | Niesklasyfikowany (NS) (w klasyfikacji generalnej, gdy nie został sklasyfikowany w żadnym wyścigu sezonu)                                 |
| Czarny                                                                | Zdyskwalifikowany (DK) |
| Czarny                                                                | Wykluczony (WYK/EX) |
| Biały                                                                 | Nie wystartował (NW) |
| Biały                                                                 | Kontuzjowany (K/INJ) |
| Biały                                                                 | Wyścig odwołany (OD/C) |
| Bez koloru                                                            | Został wycofany (WYC/WD) |
| Bez koloru                                                            | Nie przybył (NP/DNA) |
| Bez koloru                                                            | Nie brał udziału w treningach (NT/DNP) |
| Bez koloru                                                            | Nie został zgłoszony (–) |
| Pogrubienie                                                           | Start z pole position |
| Kursywa                                                               | Najszybsze okrążenie wyścigu |
| †                                                                     | Nie ukończył, ale jego rezultat został zaliczony ze względu na przejechanie więcej niż 90% dystansu wyścigu.                              |
| *                                                                     | Sezon w trakcie |
| 1/2/3                                                                 | Punktowana pozycja w sprincie kwalifikacyjnym                                                                                             |
| Lista systemów punktacji Formuły 1                                    | |

| 1                                             | Longin Bielak      | Automobilklub Warszawski    | 3  | 1 | 18 |
| 2                                             | Zbigniew Sucharda  | Automobilklub Warszawski    | 12 | 2 | 8  |
| 3                                             | Andrzej Zieliński  | Automobilklub Warszawski    | 9  | 4 | 7  |
| 4                                             | Ksawery Frank      | Automobilklub Warszawski    | 7  | - | 6  |
| 5                                             | Stanisław Kołecki  | Automobilklub Śląski        | 13 | 3 | 5  |
| 6                                             | Grzegorz Timoszek  | Automobilklub Warszawski    | 11 | - | 3  |
| 7                                             | Konrad Zagórski    | Automobilklub Śląski        | -  | 5 | 2  |
| 8                                             | Zygmunt Manowski   | Automobilklub Śląski        | -  | 6 | 1  |
| NS                                            | Edward Kinderman   | Automobilklub Częstochowski | -  | 7 | 0  |
| NS                                            | Lech Jaworowicz    | Automobilklub Warszawski    | -  | 8 | 0  |
| Kierowcy niedopuszczeni do zdobywania punktów |                    |                             |    |   |    |
| NS                                            | Miroslav Fousek    | AZNP Mláda Boleslav         | 1  | - | 0  |
| NS                                            | Václav Bobek       | AZNP Mláda Boleslav         | 2  | - | 0  |
| NS                                            | Władimir Grekow    | Spartak Krasnodar           | 4  | - | 0  |
| NS                                            | Alois Gbelec       | ARC Brno                    | 5  | - | 0  |
| NS                                            | Frieder Rädlein    | MC Lockwitzgrund            | 6  | - | 0  |
| NS                                            | Enn Griffel        | Kalev Tallinn               | 8  | - | 0  |
| NS                                            | Christian Pfeiffer | MC Dresden                  | 10 | - | 0  |
| NS                                            | Heinz Melkus       | MC Post Dresden             | NU | - | 0  |